# Дар огня
«Дар Огня» — первый роман-фэнтези из серии «Дарители», изданный в 2016 году писательницей Екатериной Соболь.
Роман рассказывает о 16-летнем подростке по имени Генри, который неожиданно оказывается втянутым в борьбу двух великих волшебников — тёмного, Освальда, и светлого, создателя волшебного мира, Барса. Ему нужно найти Сердце волшебства, которое 300 лет назад спрятал великий герой Сивард. Но так как это самое Сердце наделяло каждого жителя королевства своим собственным даром, то с его утратой все жители лишились своих даров. В течение своего путешествия ему придётся столкнуться с кознями Освальда, предательством, волшебными существами, скрытыми тайнами и с настоящей дружбой.

## Награды
- В 2015 году книга «Дар огня», заняла на конкурсе «Новая детская книга» первое место в номинации «Мир фэнтези», а также завоевала специальную награду «Выбор Terra Incognita» — подросткового клуба читателей фэнтези
- В 2016 году роман «Дар огня» вошел в шорт-лист Международной детской литературной премии имени В. П. Крапивина
- В 2017 году роман «Дар огня» вошел в номинационный список премии «Интерпресскон» (номинация «Дебютные книги»)
- «Дар огня» вошёл в номинационный список премии «Алиса-2017» в рамках конвента «Роскон»
- В 2017 году роман «Дар огня» стал победителем Национального образовательного проекта «Книга года — выбирают дети» за 2016 год в номинации «Лучшие художественные новые книги 2016 года по выбору экспертов 15-17 лет»

## Персонажи
| Имя         | Роль                                                                         |
| Генри       | Главный положительный персонаж                                               |
| Освальд     | Главный отрицательный персонаж, отец Генри                                   |
| Пал         | Король скриплеров, друг Генри                                                |
| Сван        | Младший сын старейшины Хейверхилла, брат Хью, друг Генри                     |
| Хьюго (Хью) | Старший сын старейшины Хейверхилла,брат Свана , друг (позже враг)Генри       |
| Эдвард      | Старший сын короля,брат Генри                                                |
| Агата       | Хозяйка лавки "Диваны для старых людей ",возлюбленная Джетта,подруга Генри   |
| Джетт       | Вор,друг Генри (в последующих книгах временно предатель/враг )               |
| Олдус Прайд | Посланник ,враг Генри (через некоторое время становится другом и помощником) |